# Rijnlands model
Het Rijnlands model is de benaming voor een systeem van maatschappelijke ordening, zoals dat na de Tweede Wereldoorlog in West-Duitsland door de twee grootste politieke partijen, de CDU en de SPD, is opgebouwd. Het begrip komt van de Amerikaanse econoom Michel Albert, die het in de 1990er jaren gebruikte om een alternatief te beschrijven voor het zogeheten Angelsaksisch model. Dat maatschappelijke model raakte toen wereldwijd in zwang, waarbij alle ruimte aan de krachten van de vrije markt wordt gelaten en de overheid zich zo veel mogelijk afzijdig houdt. Dit laatste wordt ook wel neoliberalisme genoemd, een moderne variant op het laissez-fairekapitalisme.

## Geschiedenis
Het 'Rijnlands model' kwam voort uit de katholieke sociale leer, gebaseerd op de encycliek Rerum Novarum, en uit het sociaaldemocratische idee van een 'kapitalisme met een menselijk gezicht'. Dit gematigde kapitalisme werd eertijds gepropageerd door de West-Duitse SPD. De hoofdstad van de Bondsrepubliek, Bonn, lag in het Rijnland, en daar stonden de CDU en de SPD na de oorlog aan de wieg van deze maatschappelijke ordening. Ook de Belgische en Nederlandse christendemocraten en sociaaldemocraten omarmden dit principe (rooms-rode coalities), net als hun politieke verwanten in Scandinavië en Italië. Het model was vele jaren het uitgangspunt voor regeringen en regeringscoalities in het naoorlogse Europa, en is nog steeds een van de ideële grondslagen van de Europese Unie.

## Publieke sector
Het Rijnlands model veronderstelt een overheid die zich actief bezighoudt met zaken als milieu, ruimtelijke ordening, onderwijs en sociale vraagstukken. Er zal dus een grote publieke sector zijn en relatief veel regulering. Daar dit geld kost zal ook de belastingdruk relatief hoog liggen. Hier staat tegenover dat er veel voorzieningen voor de minderbedeelden bestaan en dat veel overheidsvoorzieningen goedkoop of gratis zijn.
Dit komt het duidelijkst tot uitdrukking in het onderwijs. De overheid probeert te verzekeren dat iedereen toegang heeft tot kwalitatief hoog onderwijs. De collegegelden zijn relatief laag en de kwaliteit is van constant niveau. Dit staat in tegenstelling tot de Angelsaksische landen waar zowel prijs als kwaliteit per universiteit sterk kunnen variëren.

## Economie
Het Rijnlands model veronderstelt een samenwerkingsbereidheid tussen overheid, werkgevers en werknemers. In Nederland is dit het poldermodel, in andere landen kent men het corporatisme. Daar waar de tegenstanders van het Rijnlands model vooral aandringen op loonmatiging, deregulering, en privatisering als nuttig voor de economische vooruitgang, zien de aanhangers van het Rijnlandse model vooral de betrekkelijke consensus tussen de diverse partners, het goede opleidingsniveau van de bevolking, de stabiliteit en de afwezigheid van al te scherpe misstanden als belangrijke voorwaarden voor de technisch-economische ontwikkeling.
De inkomensverschillen zijn relatief klein, en er bestaat een uitgebreid sociaal vangnet in de vorm van uitkeringen, toeslagen en verplichte verzekeringen. In deze zin wordt ook wel van de sociale verzorgingsstaat gesproken.
Men is minder terughoudend met het ingrijpen in de economie, waarbij vooral de vraagzijde gestimuleerd wordt. Vaak wordt een keynesiaanse of neokeynesiaanse ideeënpolitiek gevolgd. Als er meer vraag ontstaat zullen ook bedrijven meer kunnen verkopen, meer winst maken en meer werknemers in dienst hebben die ook weer met hun salaris producten kunnen kopen. De Nederlandse anticyclische begrotingspolitiek van vlak na de Tweede Wereldoorlog was hier een voorbeeld van. Tijdens een hoogconjunctuur werden de belastingen hoog en de sociale voorzieningen relatief laag gehouden om de staatskas te spekken en oververhitting te voorkomen, en bij laagconjunctuur werden belastingen verlaagd en uitkeringen verhoogd om de economie te stimuleren. Dit beleid is overigens uiteindelijk losgelaten omdat het te onpraktisch werd geacht.

## Ondernemingsbestuur
Het Rijnlands ondernemingsmodel legt de nadruk op het middellange- en langetermijndenken, waarbij continuïteit van de onderneming belangrijker is dan het nemen van een snelle kortetermijnwinst. Wel is de naar Rijnlands model vormgegeven onderneming vaak geslotener dan de Angelsaksische variant, die zijn financiering hoofdzakelijk via de beurs verkrijgt, daar waar de Rijnlandse onderneming meer via families en banken wordt gefinancierd.
Het Rijnlands ondernemingsmodel wordt ook wel als stakeholdermodel gezien, terwijl het Angelsaksische ondernemingsmodel een shareholdermodel is. Er wordt meer waarde gehecht aan de autonomie van de bestuurders die, in tegenstelling tot de aandeelhouders, binnen de organisatie werken, beter op de hoogte zijn, en gewoon hun werk moeten kunnen doen. (Kortetermijn)winst wordt gezien als een sluitpost, en het wordt belangrijker gevonden eerst alle andere economisch belanghebbenden of stakeholders te betalen, voordat de aandeelhouders aan bod komen. Consensus tussen alle belanghebbenden is de basis voor besluitvorming. Vijandige overnames passen hier niet in, en economische beschermingsconstructies zijn dan ook meer geaccepteerd dan in het Angelsaksische model.
Aandelen zijn, in landen met een Rijnlands ondernemingsmodel, relatief minder aantrekkelijk als investering, dan in een land met een Angelsaksisch model. Aandeelhouders vormen slechts één categorie van de vele belanghebbenden, en komen pas als allerlaatste aan de beurt. Bovendien is de belastingdruk per definitie hoger, en aangezien de rente aftrekbaar is, worden obligaties aantrekkelijker. Ook investeerders zullen meer zien in weliswaar lager renderende, maar stabielere obligaties.

## Huurders- en werknemersbescherming
In het Rijnlandse model, met een actieve regulerende overheid, past een sterke huurders- en werknemersbescherming. De nadruk ligt hier vooral op het beschermen van de huurder en de werknemer, die worden verondersteld zwakker te zijn dan respectievelijk de verhuurder en de werkgever.
Wie werknemers wil ontslaan zal een groot aantal regels moeten volgen. Ook zullen ontslagtermijnen moeten worden gerespecteerd en moet er een ontslaguitkering betaald worden. Omdat het ontslaan van werknemers hierdoor een dure en tijdrovende zaak wordt, zijn werkgevers ook huiveriger voor het aannemen van mensen en is de doorstroming op de arbeidsmarkt lager.
De huren worden vaak gemaximaliseerd, het zogeheten huurplafond, en woningen kunnen aan bepaalde categorieën huurders met voorrang worden toegewezen. De overheid of semioverheid (wooncorporaties) kan in noodgevallen direct in huisvesting voorzien. Ook is het opzeggen van een huurovereenkomst aan strenge regels gebonden. Een keerzijde hiervan is dat dit bijdraagt aan de kans op woningnood, omdat verhuur van onroerend goed een minder aantrekkelijke investering wordt.

## Insolventierecht
Insolventie-procedures zijn in landen met een Rijnlands model vaak liquidatie- in plaats van doorstartprocedures, zowel voor individuen met schulden als voor bedrijven. Dit betekent echter wel dat de onderneming volledig verloren gaat, en dat een individu levenslang door zijn schulden achtervolgd wordt of in een jarenlange schuldsanering terechtkomt. Hierdoor worden insolventen gestigmatiseerd en wachten ze tot het laatste moment met het aanvragen van faillissement. Hiermee is een vicieuze cirkel geboren, want in dat geval is de situatie al zo ernstig dat veel schuldeisers inderdaad met lege handen achterblijven.